# فولانی خاتون
فولانی خاتون یا گلبهار خاتون، (مرگ ۱۵۵۰ استانبول) اولین همسر سلطان سلیمان قانونی و مادر فرزندانش شاهزاده محمود و احتمالا راضیه سلطان بود. او بعد از مرگ پسرش به ادرنه رفت و تا پایان عمر آن‌جا ماند. وی در مسجد شاهزاده دفن شد. 

## منبع
ویکی‌پدیا ترکی استانبولی 